# Koordynator zakrętu

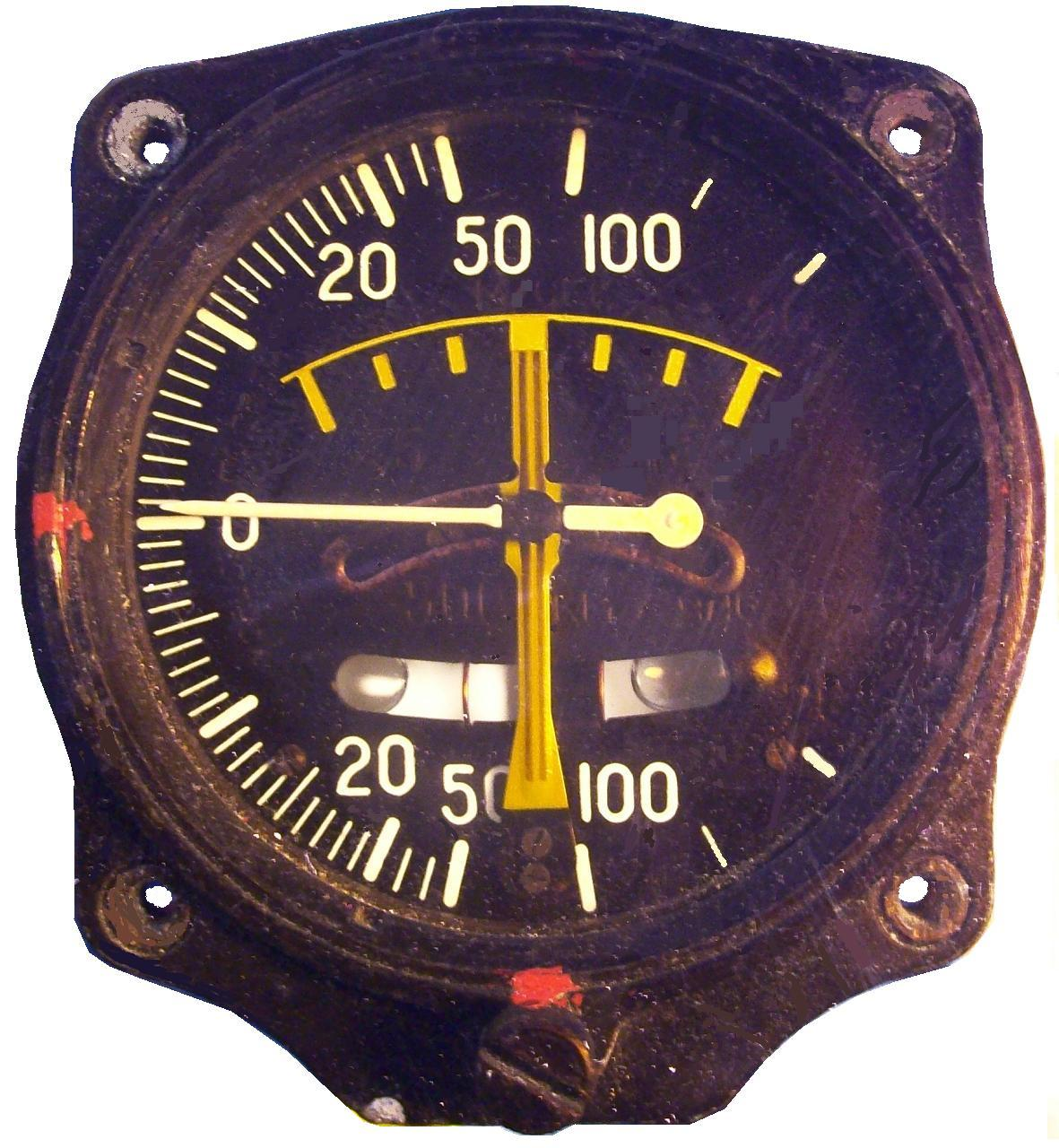
Zakrętomierz, chyłomierz i wariometr jako jeden instrument, typowy dla maszyn radzieckich.

Koordynator zakrętu – w rozumieniu potocznym jest to zakrętomierz lub koordynator zakrętu. Zakrętomierz wskazuje prędkość kątową zakrętu (zmiany kursu) statku powietrznego. Koordynator wskazuje intensywność zakrętu. 
Z zasady zakrętomierz i koordynator zakrętu umieszczane są razem w obudowie z chyłomierzem poprzecznym. Chyłomierz poprzeczny pokazuje  czy samolot jest w skoordynowanym zakręcie wskazując ślizg. Chyłomierz jest w rzeczywistości inklinometrem wskazującym kąt pomiędzy wypadkowym wektorem przyspieszenia a osią statku powietrznego.

## Zasada działania

### Zakrętomierz

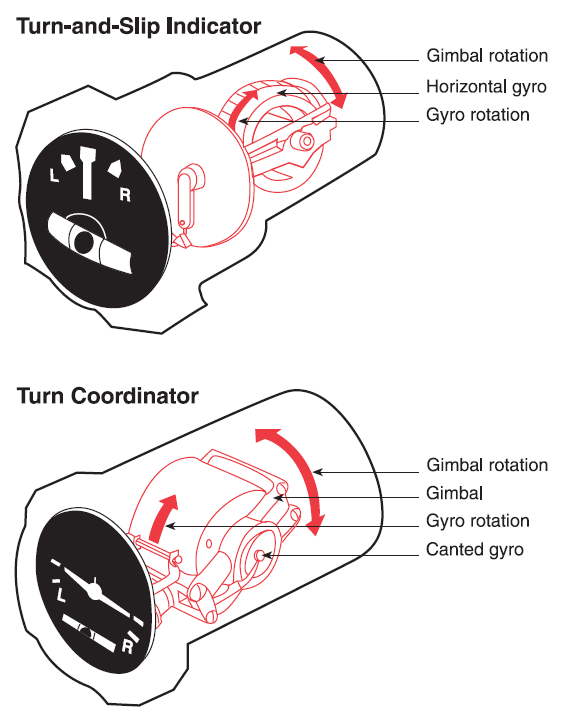
Konstrukcja wewnętrzna zakrętomierza (góra) i koordynatora zakrętu (dół).

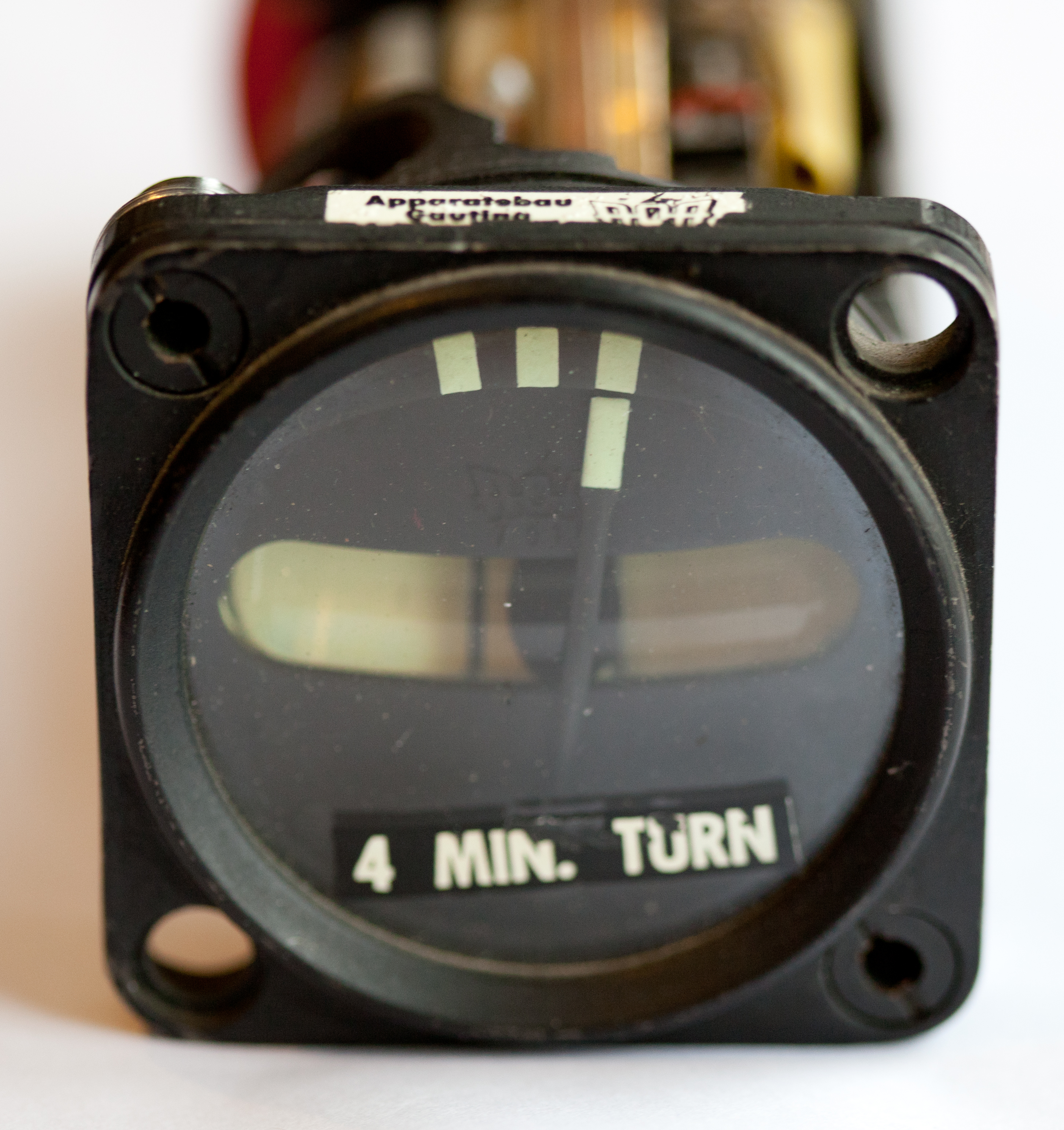
Czterominutowy zakrętomierz.

Zakrętomierz jest żyroskopowym instrumentem działającym na zasadzie precesji. Oś obrotu żyroskopu jest równoległa do osi poprzecznej samolotu, a zawieszenie żyroskopu ma ograniczoną możliwość obrotu wokół osi podłużnej statku powietrznego.
Zakręt powoduje moment obrotowy wokół osi pionowej żyroskopu. Wytwarza to precesję żyroskopu wokół osi podłużnej samolotu. Zawieszenie razem z żyroskopem obraca się wokół osi podłużnej statku powietrznego napotykając opór skalibrowanej sprężyny. Osiągnięty zostaje stan równowagi pomiędzy momentem obrotowym a oporem sprężyny a pozycja zawieszenia, połączonego bezpośrednio ze wskaźnikiem, wskazuje tempo obrotu. 
Przyrząd posiada dwa znaczniki. Kiedy wskaźnik pokryje się ze znacznikiem znaczy to, że samolot wykonuje zakręt standardowy definiowany jako trzy stopnie na sekundę. Oznacza to, że czas potrzebny na wykonanie obrotu o 360 stopni wynosi dwie minuty. Przyrządy opisane są w zależności od tempa obrotu: "2 min" dla tych wskazujących dwuminutowy zakręt standardowy, rzadziej "4 min" dla używanych w szybszych bądź mniej zwrotnych samolotach takich  jak Concorde. Przy lotach według wskazań przyrządów przyrząd ten umożliwia wykonanie zakrętów w określonym czasie, co ważne jest w procedurach lotniczych. Przykładowo by zmienić kurs o 90 stopni potrzeba 30 sekund wykonując 2 minutowy zakręt standardowy.

### Chyłomierz

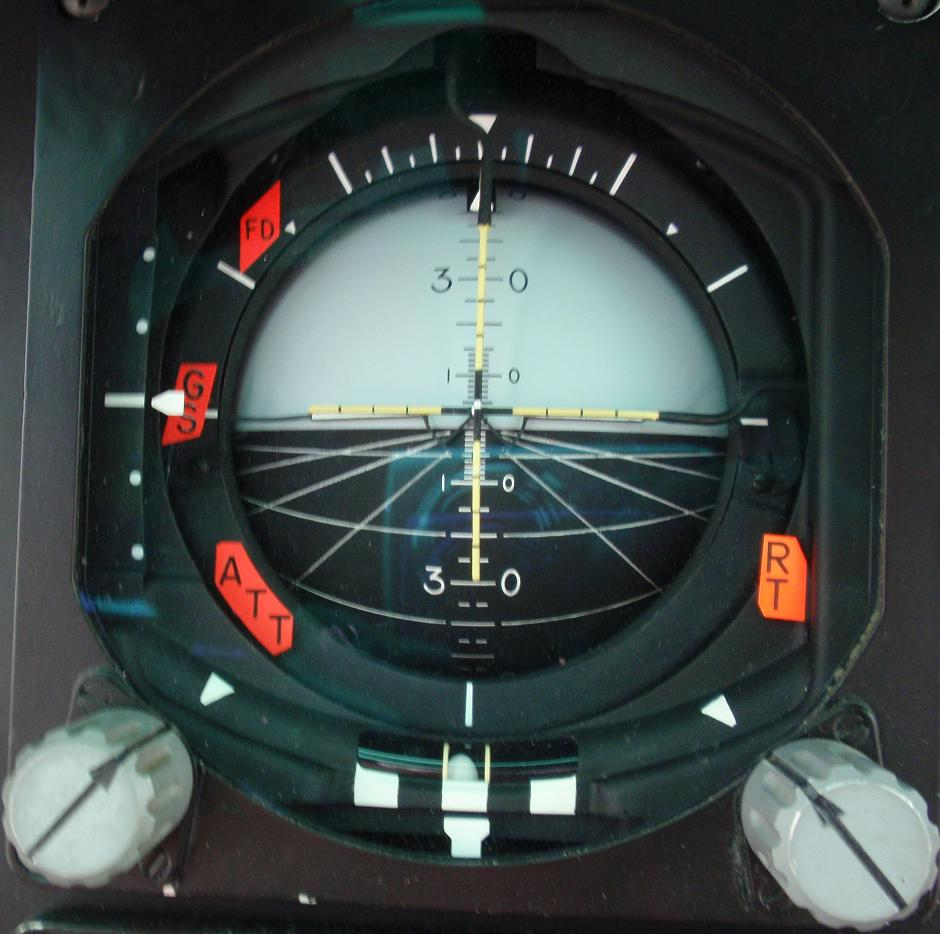
Chyłomierz wbudowany w sztuczny horyzont.

Koordynacja zakrętu wykonywana jest przy pomocy chyłomierza zwanego potocznie "kulką". Chyłomierz zbudowany jest z zakrzywionej szklanej rurki wypełnionej bezbarwną cieczą oporową, wewnątrz której może się swobodnie przemieszczać kulka. Pierwotną formą przyrządu była rurka wypełniona alkoholem, zakrzywiona w przeciwną stronę, z bańką powietrza zamiast kulki. Ruch kulki powodowany jest poprzez grawitację oraz siłę odśrodkową. Samolot jest w zakręcie skoordynowanym, jeśli kulka jest wyśrodkowana w rurce. Jeśli kulka jest po wewnętrznej stronie zakrętu następuje ześlizg, jeśli na zewnątrz - wyślizg. Chyłomierz jest jednym z najprostszych instrumentów. Zazwyczaj występuje w jednej obudowie z zakrętomierzem lub koordynatorem zakrętu. W większych maszynach zabudowany razem ze sztucznym horyzontem bądź w obudowie wyświetlaczy szklanego kokpitu.

### Koordynator zakrętu

Wskazanie przyrządu przy skoordynowanym, standardowym prawym zakręcie.

Koordynator zakrętu jest wersją rozwojową zakrętomierza. Największą różnicą są wskaźnik oraz kąt montażu zawieszenia żyroskopu. Wskaźnik ma postać sylwetki samolotu widzianego od tyłu. Jego kształt podobny jest do sztucznego horyzontu. Instrument jednak w przeciwieństwie do sztucznego horyzontu nie pokazuje wartości pochylenia. Dla uniknięcia pomyłki często widnieje napis "NO PITCH INFORMATION".
W przeciwieństwie do zakrętomierza oś montażu zawieszenia żyroskopu pochylona jest o 30 względem osi podłużnej. Dzięki temu instrument reaguje zarówno na przechylenie (roll) jak i odchylenie (yaw). Pozwala to na szybszą reakcję instrumentu (instrument zareaguje na przechylenie zanim samolot zacznie skręcać). Chociaż koordynator zakrętu reaguje na przechylenie, to nie pokazuje jego wartości.
Koordynator zakrętu może być używany w przypadku awarii sztucznego horyzontu. Jego użycie w tej roli może być jednak znacząco utrudnione. W szczególności w przypadku zużycia tłumika turbulencje spowodują silne wskazania na lewo i prawo. Z tego i innych powodów preferowana czasem jest "starsza" konstrukcja zakrętomierza.

## Zastosowanie praktyczne

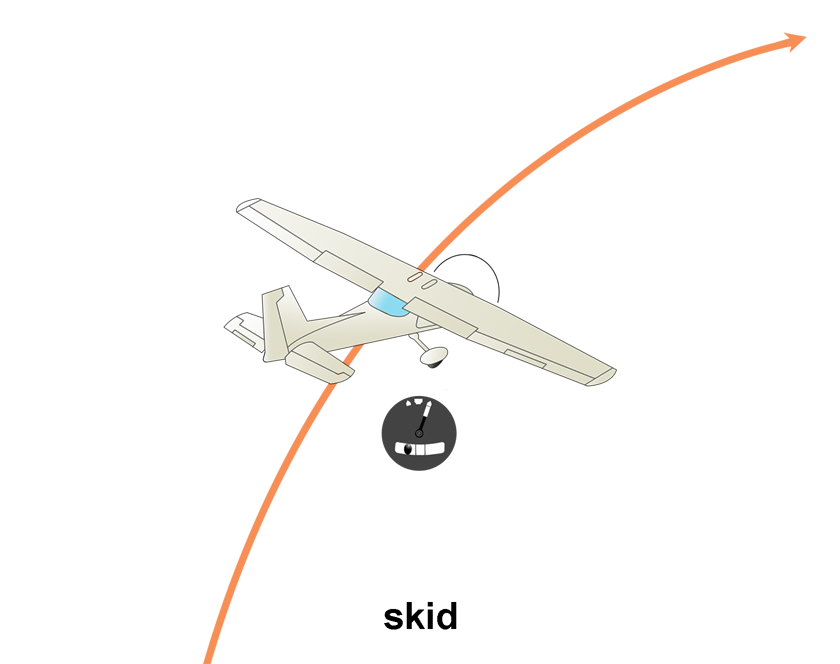
Ześlizg. Aby skorygować należy nacisnąć lewy pedał.

Zakręt nieskoordynowany powoduje dyskomfort dla pilota i pasażerów, a także może doprowadzić do sytuacji niebezpiecznych w locie (spirala lub przeciągnięcie). Jeśli samolot jest w zakręcie skoordynowanym (kulka jest wyśrodkowana), wektor przyspieszenia jest równoległy do osi pionowej samolotu. Pasażerowie mogą nawet nie zauważyć skrętu, chyba że wyglądają przez okna. Choć ślizg statku powietrznego jest manewrem niepożądanym w zwykłych warunkach, może być jednak przydatny w pewnych okolicznościach. Manewr ten są wykonuje się poprzez wychylenie lotek i steru kierunku w przeciwne strony (skrzyżowanie sterów). Ześlizg pozwala na szybką utratę wysokości bez nabrania prędkości, zaś trawers jest metodą lądowania z bocznym wiatrem.